# Браташино
Браташино — деревня в Ярославском районе Ярославской области. Входит в состав Заволжского сельского поселения.

## География
Находится в восточной части Ярославской области на расстоянии приблизительно 10 км на восток по прямой от станции Филино.

## История
В 1859 году здесь (деревня Ярославского уезда Ярославской губернии) было учтено 22 двора.

## Население
Численность населения: 122 человека (1859 год), 20 (русские 100 %) в 2002 году, 36 в 2010.